# 乔治·阿玛尼
乔治·阿玛尼（義大利語：Giorgio Armani，1934年7月11日—），是一位意大利时装设计师，出生于意大利皮亚琴察，学习过医药及摄影，曾在切瑞蒂任男装设计师，1975年创立乔治·阿玛尼公司。曾获奈门-马科斯奖、 全羊毛标志奖、生活成就奖、美国国际设计师协会奖、库蒂·沙克奖等奖项。

## 簡歷

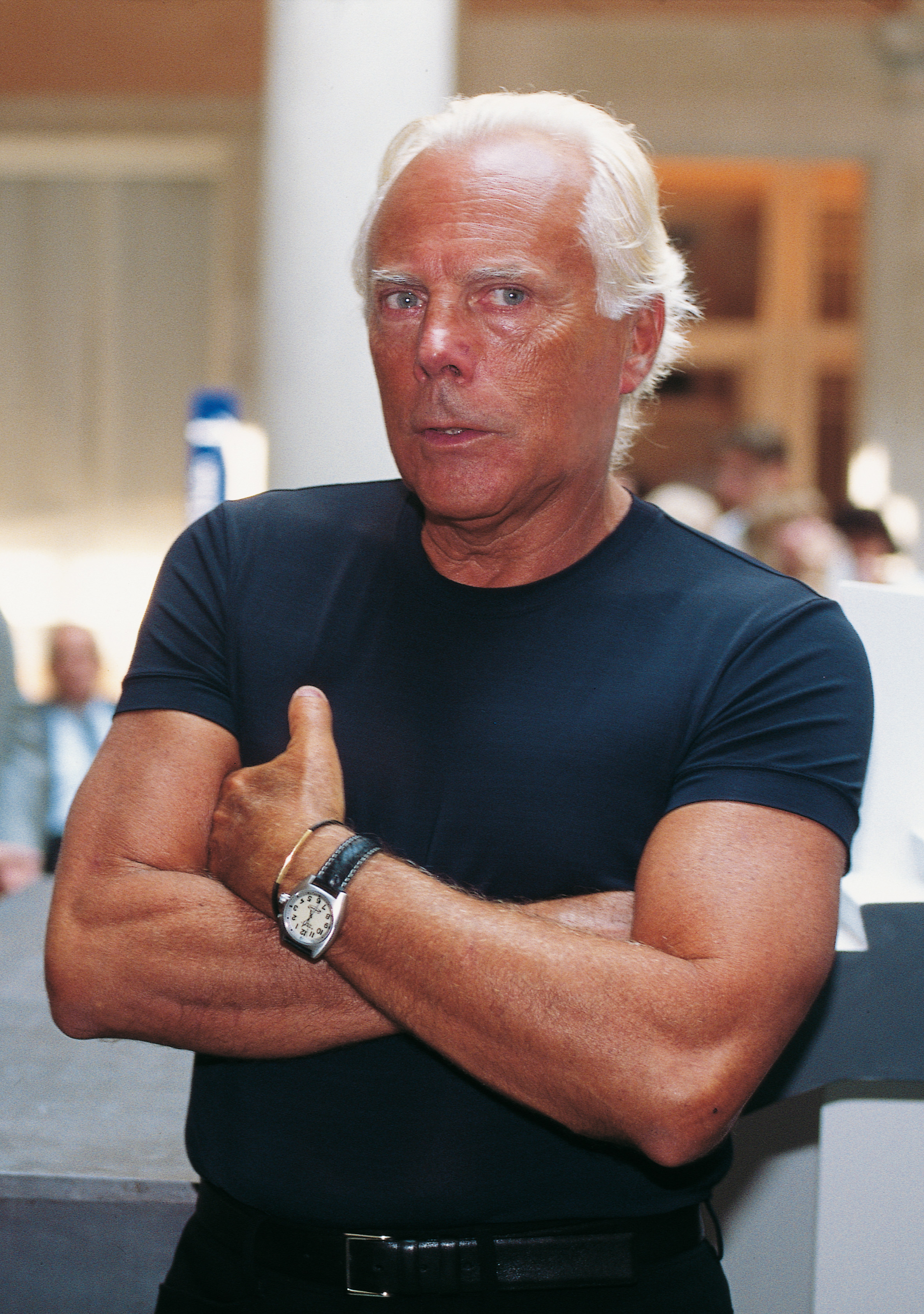

亞曼尼的父親是一家運輸公司的經理，他的父親認為他應該學習科學課程，且要求他到米蘭大學念醫科。亞曼尼完成學位後，到軍中服役的期間亞曼尼先生就擔任了助理醫官3年。
1954年亞曼尼回到米蘭，在一家連鎖百貨公司分店，找到一份櫥窗設計的工作，之後被調到時裝部門，他在時裝部門待了7年，亞曼尼也去紡織工廠實習過，瞭解了紡織程序和每碼布的製作過程。